# Авігайл Бобліле
Авігайл Бобліле (івр. אביגיל בובליל; (28 лютого 1996 , Акко, Ізраїль ) — національна чемпіонка Ізраїлю з фехтування, модель та переможниця конкурсу краси «Наарат Ізраїль 2015» (Міс Ізраїль, яка посіла друге місце), учасниця конкурсу «Міс Всесвіт 2015».

## Особисте життя
Народилася Авігайл Алфатова (івр. אביגיל אלפטוב) в Акрів Ізраїлі у родині іммігрантів-українсько-єврейського (походження ашкеназі). Батько Алфатової — графічний дизайнер, а мати — вчителька. Обидва її батьки народилися в Радянській Україні та емігрували до Ізраїлю, щоб уникнути наслідків антисемітизму в колишньому СРСР.
Авійгайл з відзнакою закінчила середню школу. У вільний час вона працює волонтером в AKIM, ізраїльській організації, яка допомагає людям з розумовими вадами.
Вона вийшла заміж за свого ізраїльського хлопця Йоссі Бобліле в серпні 2017 року. У них є син Аріель Бобліле, який народився в 2018 році, другий син Дор Бобліле народився в 2020 році. Обидва її сини пройшли юдейський обряд обрізання.

## Фехтування
Авійгайл Алфатова почала займатися фехтуванням у четвертому класі і стала чемпіоном Ізраїлю з фехтування серед юнаків. Щоденно заняттю цьому виду спорту вона приділяє чотири години. Авігайл поставила перед собою завдання: «Я брала участь у багатьох змаганнях з фехтування по всьому світу і вже багато разів була минулою чемпіонкою Ізраїлю. Мрію потрапити на Олімпіаду і виграти» Вона сподівається, що моделювання допоможе їй фінансово підтримати кар'єру фехтування, оскільки Ізраїль заплатить лише за перший рік навчання, щоб отримати право на Олімпіаду.

## Військова служба
Авігайл Бобліле станом на грудень 2015 року проходила військову службу у повітряних силах Ізраїлю.

## Конкурси краси
2 червня 2015 року Авігайл Бобліле здобула титул «Наарат Ізраїль 2015» («Міс Ізраїль»), що дало можливість взяти участь у конкурсі «Міс Всесвіт 2015». 66-й конкурс «Міс Ізраїль» організував журнал La'Isha. Цей конкурс в Ізраїлі об'єднував обидва міжнародних конкурси краси «Міс Всесвіт» та «Міс Світу» з 1952 року. За цей час переможцями з Ізраїлю стали Ріна Мессінгер (Міс Ізраїль 1976, Міс Всесвіт 1976) та Лінор Абаргіл (Міс Ізраїль 1998, Міс Світу 1998).
Авігайл Бобліле виступала як Міс Ізраїль 2015 на Міс Всесвіт 2015, але не посіла призового місця.